# ちょっと愛して…
『ちょっと愛して…』（ちょっとあいして）は、1985年4月7日に日本テレビで「山田太一ドラマスペシャル」として放送されたテレビドラマ。
2017年7月18日、日本映画専門チャンネルにて、「山田太一劇場」の一本として放送された。

## 放送時間
- 日曜20:00 - 21:48（JST）
  - 20:54の『NNNニューススポット』は21:48へ繰り下げ、20:00の『久米宏のTVスクランブル』と21:00の『日曜9時は遊び座です』はいずれも先週の3月31日で終了、翌4月14日からは『天才・たけしの元気が出るテレビ!!』と『刑事物語'85』を開始する。

## あらすじ
デパートの紳士服売り場で働く、37歳の加島秀子（樹木希林）は、男に頼る気なく日々を送っていたが、最近結婚したくてたまらなくなっていた。ある日秀子は、登録した結婚相談所から、大谷光一（川谷拓三）を紹介される。価値観や趣味がまったく合わないと断った秀子だが、光一が再度、交際を依頼してくる。

## キャスト
- 樹木希林（加島秀子、紳士服ウィラードの派遣社員）
- 川谷拓三（大谷光一、電気工事の技術者）
- 和田アキ子（宇佐美雅子、秀子の職場ライバル＆親友、紳士服サンライズの派遣社員）
- 河内桃子（高平由江、結婚相談所のアドバイザー）
- 沢田雅美（大谷かおる、光一の妹）
- 小倉一郎（柴田課長、デパートの上司）
- 夏桂子（加島厚子、秀子の義姉）
- 小坂一也（加島信一、秀子の兄）
- 信欣三（加島善作、秀子の父）
- 篠田三郎（宮本弘之、結婚相談所の審査係）
- 北村総一朗（中園課長、デパートの上司）
- 津村隆（秀子たちと飲み屋で喧嘩する男）

## スタッフ
- 脚本 ： 山田太一
- プロデューサー：岡部英紀
- 演出 ： せんぼんよしこ
- 音楽 ： 羽田健太郎

## その他
- 秀子たちの職場は、上野松坂屋
- 酔っ払った光一が歌う歌は「少女A」
- ラストシーンのロケ地は夕やけだんだん
- 作中の結婚相談所のモデルとなったのは、アルトマンシステムインターナショナル
- 作中で結婚相談所があるのは新宿三井ビルディング

## 書籍
- 山田太一作品集・1「冬構え」（大和書房、1985年）- 本作のシナリオを収録。